# Gueto de Lvov
Gueto de Lvov (também conhecido como Gueto de Lviv, Gueto de Lwów e Gueto de Lemberg) foi um gueto estabelecido na cidade de Lviv, na Ucrânia ocupada pela Alemanha. Foi um dos maiores guetos mantidos pelas autoridades nazistas do Governo Geral criado em 1939 no território da Segunda República Polonesa, chegando a abrigar 120 000 pessoas. Os massacres e deportações para campos de extermínio reduziram a população judaica da cidade a poucas centenas de habitantes no final da guerra.

## O gueto
Em 8 de novembro de 1941, os alemães estabeleceram na região norte de Lviv um gueto chamado por eles de Jüdisches Wohnbezirk. Todos os judeus locais foram ordenados a mudarem-se para o local em 15 de dezembro do mesmo ano, enquanto todos os poloneses e ucranianos eram evacuados. A vizinhança escolhida para formar o quarteirão judaico era a de Zamarstynów, um dos subúrbios mais pobres e subdesenvolvidos da cidade antes da guerra. 
A polícia alemã também começou uma série de "seleções" como parte de uma operação chamada "Ação Sob a Ponte", onde 5 000 judeus idosos e doentes foram separados enquanto passavam por baixo da ponte da rua Pełtewna em direção ao gueto, sendo posteriormente fuzilados. Em dezembro, em torno de 110 000 a 120 000 judeus foram alocados no Gueto de Lemberg. As condições eram subumanas; as rações fornecidas à população equivaliam a 10% das destinadas aos alemães e a 50% das destinadas aos poloneses e ucranianos.
O Gueto de Lemberg foi um dos primeiros cujos habitantes foram transportados para campos de extermínio como parte da Aktion Reinhard. Entre 16 de março e 1 de abril de 1942, 15 000 judeus foram levados à estação ferroviária de Kleparów e deportados para o campo de extermínio de Belzec. Após as primeiras deportações e as mortes provocadas por doenças e fuzilamentos aleatórios, em torno de 86,000 judeus permaneceram no gueto. Durante este período, muitos deles foram forçados a trabalhar para Wehrmacht e para a administração alemã do gueto, especialmente no campo de trabalhos de Janowska. Em 24 e 25 de junho, 2 000 judeus foram levados para Janowska; apenas 120 foram destinados ao trabalho escravo, enquanto os demais foram fuzilados.

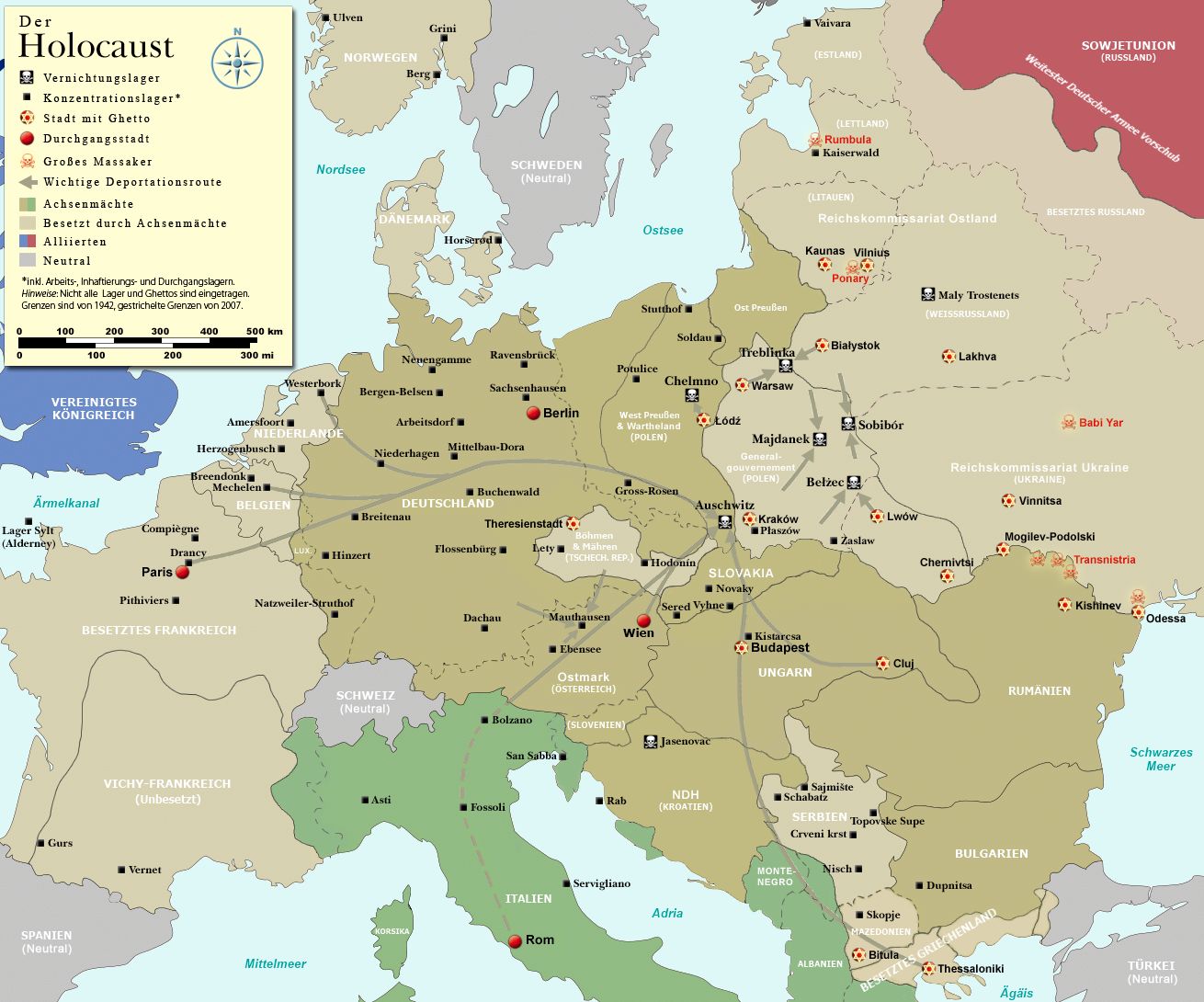
Localização do gueto de Lvov (Lwów) assinalado, como os demais, com a estrela de Davi.

Entre 10 e 31 de agosto de 1942 foi implementada a "Great Aktion", quando em torno de 40 e 50 mil judeus foram reunidos no campo de Janowska e deportados para Belzec. Muitos dos que permaneceram, incluindo órfãos e pacientes hospitalares, foram fuzilados. Em 1 de setembro do mesmo ano, a Gestapo enforcou o líder do Judenrat local e integrantes da polícia judaica. Os aproximadamente 65 000 judeus remanescentes enfrentaram a chegada do inverno sem qualquer sistema de aquecimento e saneamento, o que resultou em um surto de tifo.
Entre 5 e 7 de janeiro de 1943, em torno de 15 a 20 000 judeus, incluindo os últimos membros da Judenrat, foram fuzilados nas cercanias da cidade. O que restou do gueto foi transformado em um campo de trabalho, onde aproximadamente 12 000 judeus registrados foram designados a colaborar com o esforço de guerra nazista, enquanto centenas de judeus ilegais (a maioria mulheres, crianças e idosos) escondiam-se no local. No começo de junho do mesmo ano, os alemães decidiram finalmente exterminar o quarteirão judaico e seus habitantes. Enquanto entravam no campo, encontraram alguma resistência armada. A maioria dos moradores, no entanto, tentou esconder-se em abrigos previamente construídos ou escapar através do sistema de esgoto.
Quando o Exército Vermelho entrou em Lviv em 26 de julho de 1944, restava na cidade apenas algumas centenas de judeus (o número varia entre 200 e 900).